# 春河35
春河35（日语： Harukawa Sango），日本漫畫家、插畫家。女性。出身於神奈川縣橫濱市。
2012年，她以《文豪Stray Dogs》負責插畫首次亮相，作品於2013年1月號的《Young Ace》上開始連載。她將自己的名字用全角字書寫為。

## 作品列表

### 漫畫
- 文豪Stray Dogs（原作：朝霧卡夫卡，《Young Ace》2013年1月號[4]—連載中，角川書店，已出版26冊）

### 選集
- 《刀劍亂舞 -ONLINE- 小說&插圖選集 ～櫻～》2015年9月14日發行[5]，KADOKAWA—主線故事插圖參與[5]

### 插圖
- （2012年[2]，MediaWorks文庫，ASCII Media Works）
- SEVENTH HEAVEN (2013年，Rejet)
- （2014年，Rejet）

### 其它
- （《漫畫俱樂部（日语：まんがくらぶ）》2014年4月號[6]）—宮澤賢治《銀河鐵路之夜》評論專欄發表[6]
- 圖書室的Neversista 廣播劇CD（2014年5月）—小冊子插圖貢獻[7]
- 谷崎潤一郎展 逝世50週年 -華麗的故事世界-（2015年4月4日[8]—5月24日[9]，神奈川近代文學館舉辦[8]）—原始海報插圖[8]
- 與朝霧卡夫卡的對談（《月刊Newtype》2017年2月號[10]）

## 外部連結
- （日語）—春日35的官方個人網站（fc2）。URL未發布，因為它被垃圾郵件過濾器捕獲。
- ３５的X（前Twitter） （日語）
- 35的pixiv （日語）
- （页面存档备份，存于） （日語）—線上書店 Honya Club.com
- -{{{#parsoid\0fragment:0}}}- （日語）—2012年6月15日採訪 （本人的Twitter） （日語）